# Bogata, Călărași
Bogata este un sat în comuna Grădiștea din județul Călărași, Muntenia, România.